# Harvard Man: Juego peligroso
Harvard Man es una película dirigida por James Toback y protagonizada por Adrien Grenier, Rebecca Gayheart, Eric Stoltz, Sarah Michelle Gellar, Gianni Russo y Michael Aparo.

## Argumento
Cindy Bandolini es una joven rica que tiene una vida envidiable. Su novio, Alan Jensen, estudia filosofía en Harvard y además es la estrella del equipo de baloncesto de la universidad. Pero existe un pequeño detalle que lo complica todo: su padre es uno de los jefes más importantes de la mafia y el FBI los persigue. Su novio opta por refugiarse en los brazos de Chesney, su profesora de filosofía y esto no hará más que complicar aún más las cosas. Alan se encuentra dentro de un gran embrollo del que desea salir cuanto antes, pero antes de conseguirlo vivirá la que, sin duda, será la experiencia más excitante de la historia de la universidad.